# Wuduntaohai
Wuduntaohai (kinesiska: 乌敦套海, 乌敦套海镇) är en köping i Kina. Den ligger i den autonoma regionen Inre Mongoliet, i den norra delen av landet, omkring 700 kilometer öster om regionhuvudstaden Hohhot. Antalet invånare är 29380. Befolkningen består av 14 329 kvinnor och 15 051 män. Barn under 15 år utgör 16,0 %, vuxna 15-64 år 76 %, och äldre över 65 år 7,0 %. Wuduntaohai ligger vid sjön Hongshan Shuiku.
Genomsnittlig årsnederbörd är 665 millimeter. Den regnigaste månaden är juni, med i genomsnitt 130 mm nederbörd, och den torraste är januari, med 3 mm nederbörd.